# Alfonso Tanga
Alfonso Tanga (Vallata, 25 novembre 1923 – Benevento, 14 aprile 2014) è stato un politico ed economista italiano, senatore per 5 legislature, ininterrottamente eletto dal 1968 al 1987 nel collegio Benevento-Ariano Irpino nelle liste della Democrazia Cristiana.

## Biografia
Sposò Gina Candela nel 1955 e insieme ebbero quattro figli. Nel 1969, dopo essere stato eletto per la prima volta al Senato della Repubblica, si trasferì a Benevento, dove visse fino alla sua scomparsa, avvenuta il 14 aprile 2014.

### Dalla formazione universitaria al territorialismo
Nel marzo del 1950 si laurea in Scienze Agrarie presso la facoltà di Portici dell'Università degli Studi di Napoli. Subito dopo il conseguimento della laurea, diventa assistente presso la cattedra di Zootecnia.
Nel 1951 vince il concorso per l'assegnazione al ruolo di Ispettore presso l'Istituto del Commercio Estero della sede di Catania ma dopo sei mesi di esperienza come Ispettore ICE, lascia l'incarico per tornare a dedicarsi all'insegnamento universitario.
Dalla fine del 1951 al 1960 è assistente del professor Manlio Rossi - Doria, presso la Cattedra di Economia politica e agraria – Estimo e contabilità rurale della Facoltà di Scienze Agrarie di Portici. Nel 1959 partecipa, con Rossi-Doria ed altri meridionalisti, alla fondazione del Centro di specializzazione e ricerche economico-agrarie per il Mezzogiorno.

### Tanga amministratore e politico
Dal marzo del 1953 fino al giugno del 1968 ricopre l'incarico di Direttore del Consorzio di Bonifica dell'Ufita di Grottaminarda, ente con competenze sulle province di Avellino, Benevento e Foggia. Nel 1955 assume anche la vicepresidenza dell'Associazione delle Bonifiche. Nel 1956 viene eletto consigliere provinciale alla Provincia di Avellino e, durante il suo mandato, ottiene il passaggio dell’autostrada A 16 Napoli-Bari lungo la tratta interna Castel del Lago - Grottaminarda - Vallata.. Dal 1956 al 1958, ricopre inoltre la carica di Commissario, e poi, di Presidente della Cassa Mutua Coldiretti di Avellino e Salerno. In questo ruolo si è prodigato per la realizzazione di numerosi poli-ambulatori zonali e distrettuali nell'avellinese e nel salernitano, prima forma di strutturazione della sanità pubblica in quelle aree.
È stato sindaco del comune di Vallata dal 1960 al 1966 e dal 1968 al 1970, operando comunque nell'amministrazione comunale fino al 1975.
Dal 1962 al 1966 è stato Vicepresidente dell'Ente Irrigazione di Puglia, Basilicata ed Irpinia. In questo periodo, pianifica la progettazione e realizzazione di invasi e condotte in grado di fornire l'acqua a tutte quelle zone che ne erano prive.
A seguito delle elezioni politiche del 1968, viene eletto per la prima volta senatore nel collegio Benevento - Ariano Irpino, incarico che manterrà fino al 1987, anno in cui non si ricandiderà.

#### V - Legislatura della Repubblica Italiana (maggio 1968 – maggio 1972)
- Segretario della Giunta consultiva per il Mezzogiorno, le Isole e le Aree depresse (luglio 1968 – settembre 1971)
- Membro della Ottava Commissione permanente Lavori pubblici, Trasporti e Telecomunicazioni (ottobre 1971 – maggio 1972)
- Membro della Nona Commissione permanente Agricoltura (luglio 1968 – maggio 1972)
- Membro della Commissione per la difesa del suolo (Commissione speciale per i problemi ecologici (giugno 1971 – maggio 1972)
- Membro della Commissione per il parere al Governo su leggi di intervento per il Mezzogiorno (marzo 1972 – maggio 1972)
- Membro Assemblea parlamentare del Consiglio d'Europa (gennaio 1969 – luglio 1971)

#### VI - Legislatura della Repubblica Italiana (maggio 1972 – giugno 1976)
- Membro della Ottava Commissione permanente Lavori pubblici, Trasporti e Telecomunicazioni (luglio 1972 – luglio 1976)
- Membro della Commissione per la difesa del suolo (luglio 1972 – luglio 1976)
- Presidente della Commissione interparlamentare per la vigilanza sulla cassa depositi e Prestiti e sugli Istituti di Previdenza (luglio 1972 – giugno 1976)
- Membro della Commissione per il parere sul testo unico per gli interventi nel Mezzogiorno (luglio 1972 – agosto 1972)
- Rappresentante del Governo per il terremoto del Friuli
- Componente del Direttivo del gruppo parlamentare democratico – cristiano
- Presidente di missioni economiche all'estero

#### VII - Legislatura della Repubblica Italiana (giugno 1976 – giugno 1979)
- Presidente della Ottava Commissione permanente Lavori pubblici, Trasporti, Telecomunicazioni e Marina mercantile (luglio 1976 – giugno 1979)
- Membro della Commissione speciale per il terremoto del Friuli (settembre 1976 – giugno 1979)
- Membro della Commissione speciale per la ricostruzione del Friuli e del Veneto (luglio 1977 – giugno 1979)
- Componente del Direttivo del Gruppo democratico – cristiano del Senato

#### VIII - Legislatura della Repubblica Italiana (giugno 1979 – giugno 1983)
- Presidente della Ottava Commissione permanente Lavori pubblici, Trasporti, Telecomunicazioni e Marina mercantile (luglio 1979 – luglio 1981)
- Membro della Ottava Commissione permanente Lavori pubblici, Trasporti e Telecomunicazioni (luglio 1981 – luglio 1983)
- Componente del Direttivo del Gruppo democratico – cristiano del Senato

#### IX - Legislatura della Repubblica Italiana (giugno 1983 – luglio 1987)
- Membro della Ottava Commissione permanente Lavori pubblici, Trasporti e Telecomunicazioni (agosto 1983 – luglio 1987)
- Componente del Direttivo del Gruppo democratico – cristiano del Senato

### Successivi incarichi
Nel 1987, conclusa l'esperienza parlamentare, viene nominato presidente dell'Unità sanitaria locale (Usl) n.5 di Benevento (Ospedale Civile). Dal 1987 al 1989 presiederà la Finanziaria agricola per il Mezzogiorno, mentre dal 1992 al 1994, svolgerà il compito di Commissario presso l'Ente per lo Sviluppo dell'irrigazione e la trasformazione fondiaria di Puglia, Basilicata ed Irpinia.

## Onorificenze e riconoscimenti

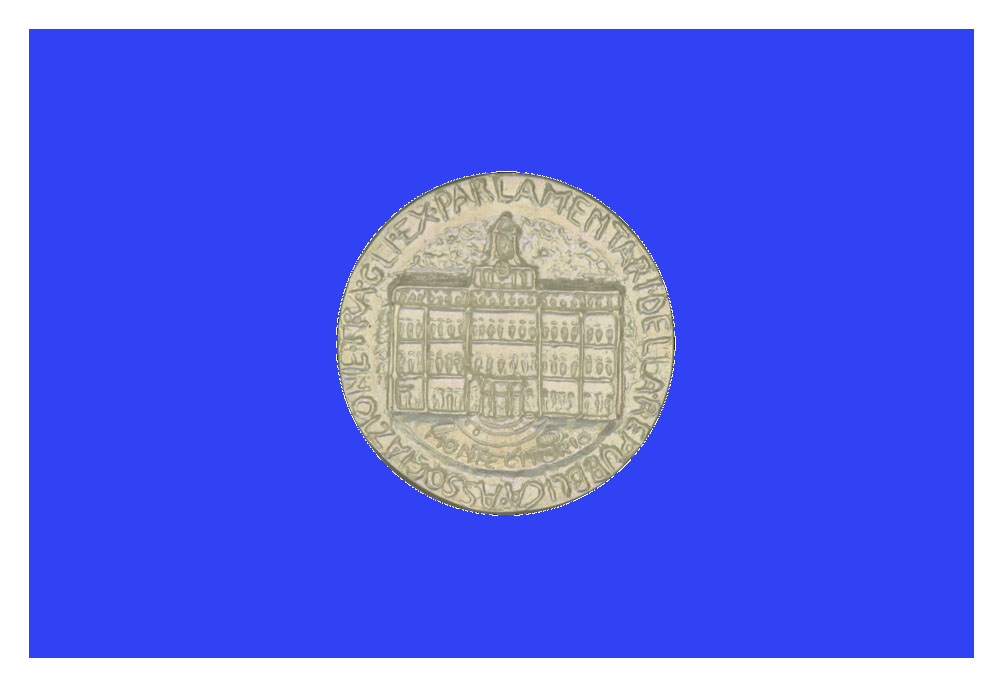
Medaglia Commemorativa

In occasione del compimento dei 90 anni, nella sede di Palazzo Marini, gli viene conferita una medaglia che l'Associazione degli ex Parlamentari della Repubblica assegna a tutti coloro che hanno degnamente rappresentato le istituzioni parlamentari.

## Pubblicazioni biografiche

### Alfonso Tanga: Un Senatore per il Sud
Nel luglio del 2010 a cura delle ‘Edizioni Realtà Sannita’, viene pubblicata, nella collana ‘I protagonisti’, una prima biografia dal titolo Alfonso Tanga: Un Senatore per il Sud, a firma del giornalista Mario Pedicini, nella quale emerge netto il profilo di un uomo concreto, fattivo, un vero ‘meridionalista del fare’, dallo sguardo lungimirante, proiettato verso un futuro di riscatto delle aree interne del Mezzogiorno d'Italia. Un protagonista, Alfonso Tanga, di quel processo che, a metà del Novecento, affrontò la ‘questione meridionale’ in modo nuovo, diremo razionale, esente da ripiegamenti involutivi o auto-commiserevoli.

### Alfonso Tanga: Una Vita, Un Impegno

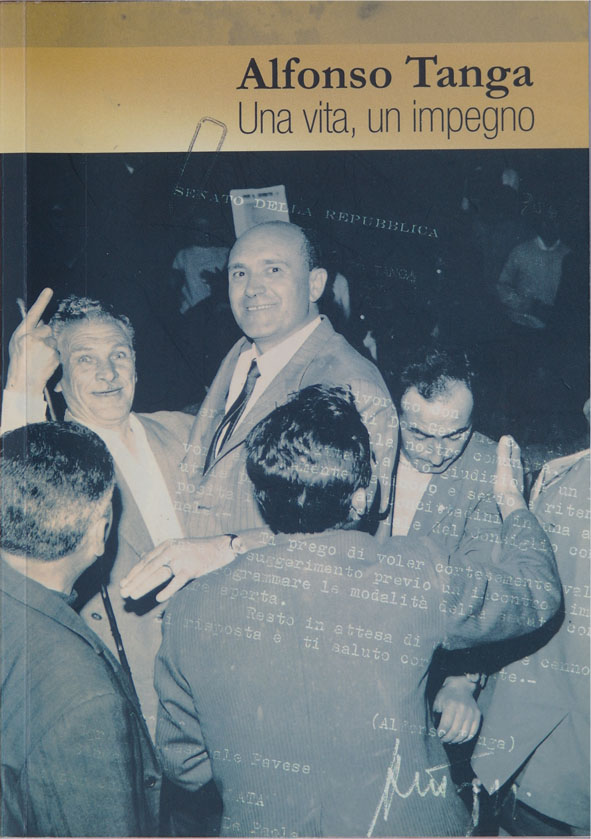
Alfonso Tanga: Una Vita un Impegno

Dato alle stampe nel luglio 2014, a soli tre mesi dalla scomparsa, il volume Alfonso Tanga: Una Vita, Un Impegno è un'iniziativa editoriale voluta e curata dal ‘Comitato per le celebrazioni del Senatore Tanga’, che ricostruisce minuziosamente l'iter politico-amministrativo di un uomo del Sud, ‘un politico schivo ma influente, onesto, combattivo ed efficace, mai superbo’. Un volume che consegna alla memoria oltre un trentennio di vita pubblica, costellata da una miriade di progetti ed obiettivi portati a segno, in nome di un ‘risorgimento’ nei fatti del Sud rurale e contadino.